# Вада пав
Вада пав — популярное вегетарианское блюдо фастфуда, распространённое в индийских штатах Махараштра и Гуджарат.
Представляет собой сэндвич, состоящий из несладкой булочки (пав) и двух картофельных котлеток (вада). Предположительно появилось в Бомбее в 1971 году.

## Приготовление
Мелко нарезанный зелёный чили, имбирь и обжаренные в масле куркуму и семена горчицы смешивают с пюре из отварного картофеля, добавляют немного муки, из полученной массы формируют небольшие котлеты и обжаривают их во фритюре.
Вада пав, как правило, подается с чатни, который обычно сделан из тёртой мякоти кокоса, тамаринда и чеснока.
В основное блюдо могут добавляться ломтики сыра, сычуаньский соус, самса. «Jain vada pav» не содержат лук, чеснок и картофель. В штате Гуджарат получил распространение рецепт с необжаренным картофелем, носящий название «бомбейский вада пав».
Вада пав готовят как в крупных сетях закусочных быстрого питания, так и многочисленные уличные торговцы. Бытописатель Мумбаи Сукету Мехта в своей книге Maximum City называет Бомбей-Мумбаи «городом едоков вада пав».